# Monschau
Monschau è una città della Germania, nella regione urbana di Aquisgrana, nello Stato della Renania Settentrionale-Vestfalia.

## Geografia fisica
Estesa su di un territorio di 94,61 km² al confine col Belgio, Monschau conta circa 13 000 abitanti. Fino al 1918 si chiamava Montjoie (da pronunciarsi alla francese), quando per decreto imperiale venne introdotto il nome attuale.

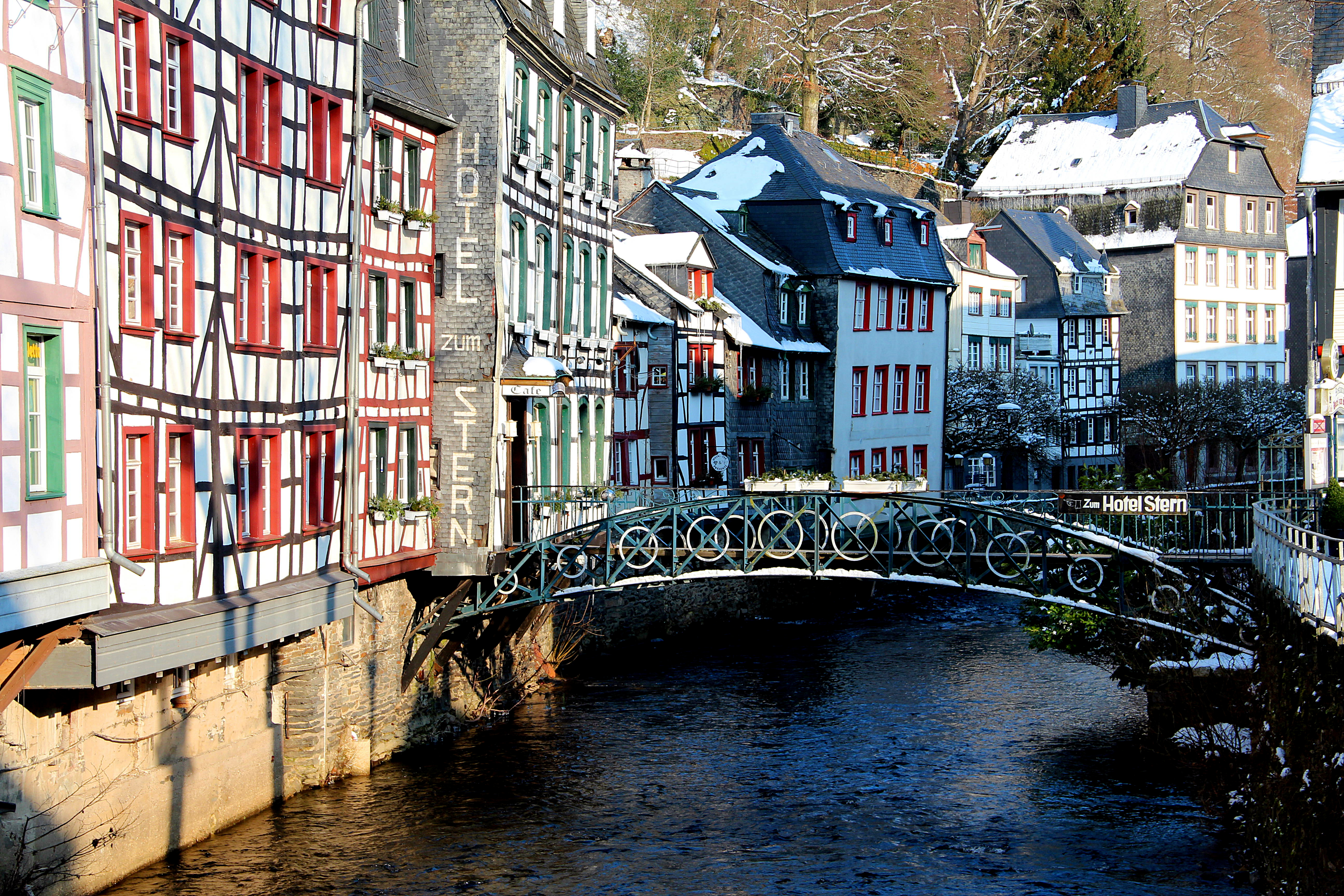
Monschau

## Monumenti
- Castello di Monschau
- Chiesa protestante Stadtkirche Monschau

## Storia
La prima menzione di Monschau risale al 1198. Nel XIII secolo viene costruito il castello, che ancora domina l'abitato, sede dei Duchi di Jülich sin dal secolo XV.
Dopo la Rivoluzione Francese, nel 1785, Monschau passò alla Francia con il nome Montjoie. Nel 1815 passò al Regno di Prussia.